# Coelichneumon pepticus
Coelichneumon pepticus là một loài tò vò trong họ Ichneumonidae.